# Чао, паяц (фильм)
«Чао, паяц» (фр. Tchao Pantin) — художественный фильм, снятый французским режиссёром Клодом Берри по одноимённому роману Алена Пажа в 1983 году.
Обладатель пяти наград и семи номинаций премии «Сезар».

## Сюжет
Бывший полицейский Ламбер (Колюш) работает в ночную смену на заправочной станции, находящейся в неспокойном квартале Ла Шапель в 18 округе Парижа. После трагической смерти сына от передозировки наркотиков он ведёт жизнь отшельника, скрашивая одиночество бутылкой рома. Судьба свела его с молодым арабом Юсефом Бенсуссаном (Ришар Анконина), проживающим по соседству — мелким торговцем наркотиками, а также угонщиком мопедов и мотоциклов. Поначалу Юсеф показался Ламберу нахальным магрибским молодчиком, но добродушие Бенсуссана и одиночество обоих сдружило этих двух непохожих людей. Вскоре Бенсуссан начинает коротать вечера на заправке Ламбера. Однажды он встречает девушку из сообщества парижских панков Лолу (Аньес Сораль) и пытается завязать с ней отношения. Чтобы произвести на неё впечатление, он катает её на мотоцикле своего босса Рашида, который помимо снабжения Юсефа наркотиками держит и магрибский ресторан в квартале Барбес. Затем Бенсуссан крадет чужой мотоцикл, чтобы порадовать Лолу тем, что у него каждый день новый транспорт, но все портит полиция, которая решает проверить, есть ли у Юсефа документы на мотоцикл. Бенсуссан бьёт полицейского и сбегает. Позже его ждёт очередной удар. Из тайника Бенсуссана неизвестные крадут спрятанные наркотики и деньги, а самого Юсефа жестоко избивают. Едва живого от побоев, его находит Ламбер и прячет у себя. Бенсуссан рассказывает, что его избили Махмуд и его банда — сообщники Рашида за то, что тот начал отлынивать от основного занятия — сбыта наркотиков. Ламбер дает Юсефу деньги, чтобы тот рассчитался с Рашидом. Но все заканчивается печально — из окна своей конторы на заправке Ламбер видит, как неизвестные преследуют Бенсуссана. Он обливает нападавших бензином и убивает одного из них, но ничем не может помочь Бенсуссану: Юсефу разбили голову, и он умирает на руках Ламбера от полученных ран. Ламбер решает мстить.
Первым делом он начинает поиск Лолы, так как она единственный человек, способный вывести его на банду Рашида. Ламбер находит её в панк-клубе, но сталкивается с нежеланием Лолы помочь ему, так как она принимает Ламбера за следователя. Ламбер заявляет, что он не из полиции и его цель найти убийц Бенсуссана. Эта новость шокирует Лолу и она соглашается помочь Ламберу в поисках. С её помощью Ламбер находит в парижских трущобах исполнителя убийства Махмуда, которого расстреливает в собственном доме. Через несколько дней к Ламберу домой приходит меланхоличный инспектор Бауэр (Филипп Леотар), который сообщает, что прошлой ночью неизвестные зверски расправились с Дюфуром, сменщиком Ламбера по заправке. При этом Бауэр намекает, что у убитого Дюфура не было врагов и что бандиты явно ошиблись, совершив покушение не на ту жертву. Это лишь усиливает желание Ламбера расправиться с бандой магрибцев. Той же ночью он вламывается в ресторан Рашида перед закрытием и расспрашивает его о том, зачем он и его сообщники убили Бенсуссана. Чтобы заставить Рашида быть более словоохотливым, Ламбер корёжит рукояткой пистолета тот самый мотоцикл, из-за которого Рашид решил избавиться от Юсефа. Рашид угрожает Ламберу, что его босс Сильвио без проблем расправится с ним и пытается сбежать на мотоцикле, разбив витрину ресторана, но Ламбер убивает его выстрелом вслед и сжигает труп вместе с рестораном. После этого к нему опять приходит Бауэр и сообщает об убийстве Рашида, подозревая в этом Ламбера. Тот не может доказать свою непричастность, но Лола обеспечивает его алиби. Уходя, Бауэр признаётся, что в душе рад тому, что кто-то наконец избавил 18 округ от Махмуда с Рашидом и советует Ламберу быть поосторожнее. Но Ламбер решает завершить собственное правосудие и покончить с наркодилерами, которые помимо убийства Бенсуссана довели до смерти его собственного сына. На следующую ночь он приходит к боссу магрибцев, ливанцу Сильвио, но вместо того, чтобы убить его, Ламбер плюёт ему в лицо. После ночи, проведённой с Лолой, Ламбер решает пройтись. В этот момент неизвестные стреляют в него. К истекающему кровью Ламберу подбегает Лола, хватает его пистолет и начинает стрелять…

## В ролях
- Колюш — Ламбер
- Ришар Анконина — Бенсуссан
- Аньес Сораль — Лола
- Махмуд Земмури[fr] — Рашид
- Филипп Леотар — Бауэр
- Альбер Дре[fr] — Сильвио
- Бен Смаил[2] (фр. Ahmed Ben Ismaël) — Махмуд
- Мишель Пол (см. фр. Les Porte-Mentaux) — Момо
- Микаэль Пише[3] (фр. Mickaël Pichet) — Микки

## Награды и номинации
Награды
- Премия «Сезар» за лучшую мужскую роль (Колюш)
- Премия «Сезар» за лучшую работу оператора (Брюно Нюиттен)
- Премия «Сезар» за лучшую работу звукооператора (Жан Лабуссье, Жерар Ламп)
- Премия «Сезар» за лучшую мужскую роль второго плана (Ришар Анконина)
- Премия «Сезар» самому многообещающему актёру (Ришар Анконина)

Номинации
- Премия «Сезар» за лучшую режиссуру (Клод Берри)
- Премия «Сезар» за лучший фильм (Клод Берри)
- Премия «Сезар» за лучшую музыку к фильму (Шарль Кутюр)
- Премия «Сезар» за лучшую работу художника-оформителя (Александр Траунер)
- Премия «Сезар» за лучшую женскую роль второго плана (Аньес Сораль)
- Премия «Сезар» за лучший адаптированный сценарий (Клод Берри)
- Премия «Сезар» самой многообещающей актрисе (Аньес Сораль)

## Интересные факты
- На момент съемки Колюш находился в состоянии тяжелой депрессии, связанной с его разводом. Также он считал себя виновным в гибели его друга Патрика Девера, который застрелился в 1982 году из-за того, что его жена ушла от него к Колюшу, из ружья, которое ему подарил Колюш. Кинокритики отмечали, что актерское амплуа Колюша резко изменилось и что образ Ламбера Колюш не столько изображал, сколько обогатил его своими страданиями из реальной жизни. Сам Колюш настолько вжился в персонаж Ламбера во время съемок, что забрал с собой спецовку заправщика по их завершении.
- Фильм отлично передает атмосферу Парижа 1980-х годов: обшарпанные улицы, проблемы, связанные с распространением наркотиков этническими преступными группировками, и отчаяние людей, чьи семьи затронула эта беда.